# Héctor Aguilar

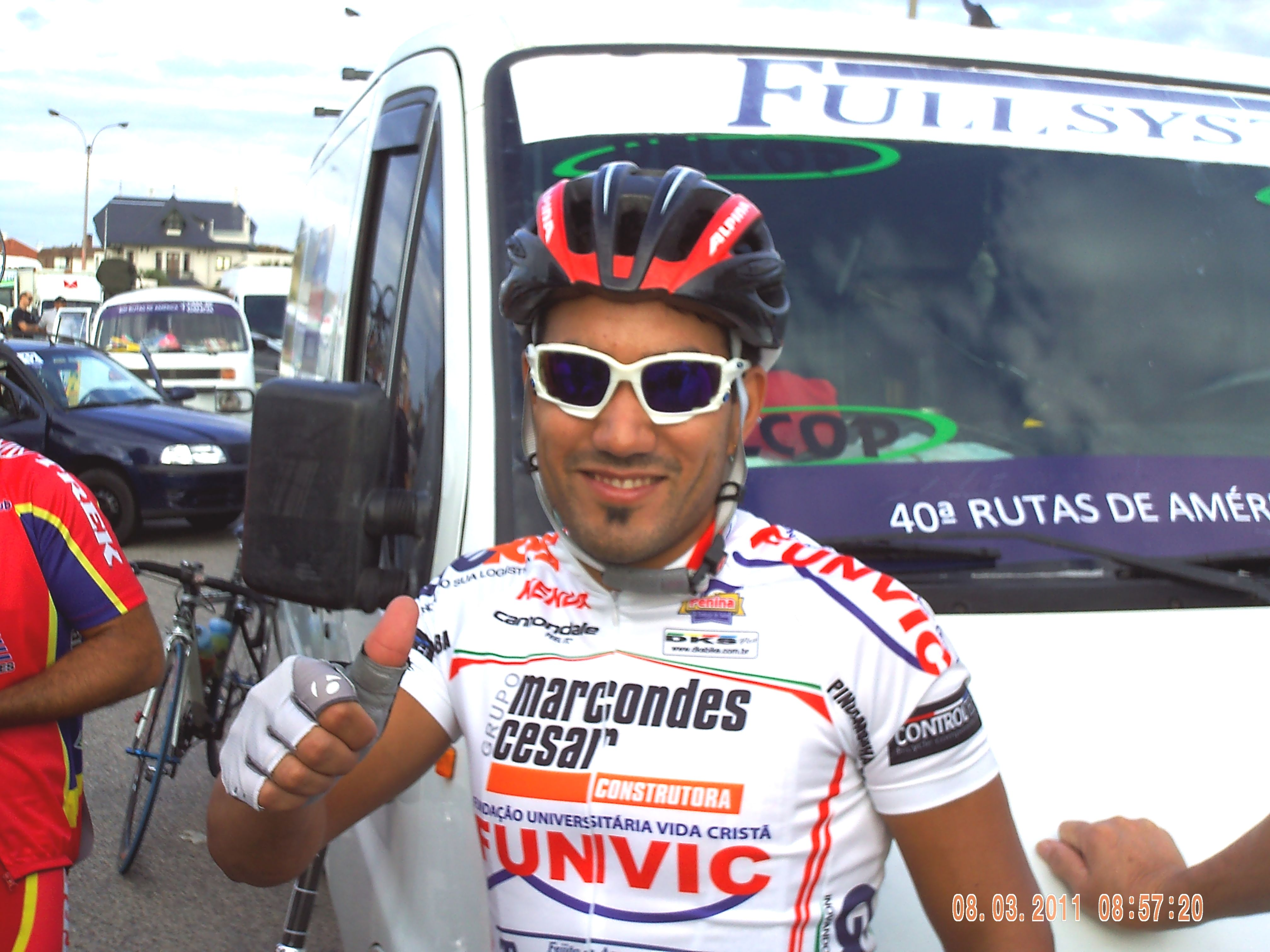
Héctor Aguilar bei den Rutas de América 2011

Héctor Fabian Aguilar Figueiras (* 16. April 1984 in Maldonado) ist ein uruguayischer Radrennfahrer.
Héctor Aguilar wurde 2002 Uruguayischer Meister im Ausscheidungsfahren. Aguilar gelangen mehrfach Etappensiege bei der Rutas de América und bei der Vuelta Ciclista del Uruguay. Zudem gewann er in Brasilien das Meeting Internacional de Ciclismo und wurde bei der Copa América de Ciclismo erreichte er den dritten Platz. Zudem war er beim Torneio de Verao erfolgreich. 2004 vertrat er Uruguay bei den Panamerikanischen Meisterschaften, im Keirin belegte er den 11. Platz. Auch gehörte er dem uruguayischen Team bei den in Buenos Aires ausgerichteten Südamerikaspielen 2006 an. Im März 2014 gewann er, für BROU-Flores startend, die Gesamtwertung der Rutas de América. Diesen Erfolg wiederholte er – dieses Mal für das Team Schneck Alas Rojas antretend – im Februar 2016 bei der 45. Ausgabe der Rundfahrt.

## Erfolge
2002
- Uruguayischer Meister – Ausscheidungsfahren

2005
- eine Etappe Vuelta Ciclista del Uruguay

2006
- Meeting Internacional de Ciclismo
- drei Etappen Vuelta Ciclista del Uruguay

2007
- eine Etappe Vuelta Ciclista del Uruguay

2009
- zwei Etappen Volta do Estado de São Paulo

2010
- zwei Etappen Vuelta Ciclista al Uruguay
- eine Etappe Tour do Brasil Volta Ciclística de São Paulo-Internacional

2011
- eine Etappe Tour de San Luis
- eine Etappe Vuelta Ciclista de Chile
- eine Etappe Rutas de América

2012
- Panamerikameisterschaft – Einzelzeitfahren
- eine Etappe Vuelta Mexico
- eine Etappe Vuelta Ciclista al Uruguay

2014
- Gesamtwertung Rutas de América

2015
- eine Etappe Vuelta Ciclista del Uruguay

2016
- Gesamtwertung Rutas de América
- drei Etappen, Mannschaftszeitfahren und Punktewertung Vuelta Ciclista del Uruguay

2018
- zwei Etappen Vuelta Ciclista del Uruguay

## Teams
- 2008 Fercase-Rota dos Móveis
- 2009 LA-Rota dos Móveis
- 2010–2012 Funvic-Pindamonhangaba
- 2013 CC Porongos
- 2014 BROU-Flores
- 2015 Schneck Alas Rojas
- 2016 Schneck Alas Rojas